# Conjunt no mesurable
En matemàtiques, un conjunt no mesurable és un conjunt al que no es pot assignar una "grandària" amb significat. L'existència matemàtica d'aquests conjunts s'interpreta per donar informació de les nocions de longitud, àrea i volum en teoria de conjunts formal.
La noció d'un conjunt no mesurable ha estat font de gran controvèrsia des de la seva introducció. Històricament, això va portar a Borel i Kolmogórov a formular la teoria de probabilitat en conjunts limitats a ser mesurables. Els conjunts mesurables sobre la recta són unions i interseccions iterades d'intervals (anomenats conjunts de Borel) més-menys conjunts de mesura nul·la. Aquests conjunts són el bastant amplis per incloure tota definició concebible d'un conjunt que s'use en matemàtica estàndard, però cal molt formalisme per provar que un conjunt és mesurable.
En 1970, Solovay va construir el model de Solovay, que demostra que és consistent amb la teoria de conjunts estàndard, excloent l'axioma d'elecció, que tots els subconjunts dels reals siguen mesurables.

## Construccions històriques
El primer indici que podria existir un problema definint la longitud d'un conjunt arbitrari va ser el teorema de Vitali.
Quan es forma la unió de dos conjunts disjunts, s'esperaria que la mesura del resultat fos la suma de la mesura dels dos conjunts. Una mesura amb aquesta propietat natural es diu finitament additiva. Mentre que una mesura finitament additiva és suficient per a la major part de la intuïció d'àrea, i és anàloga a la integració de Riemann, es considera insuficient per a la probabilitat, ja que els tractaments moderns convencionals de successions d'esdeveniments o variables aleatòries precisen de additividad numerable.
En aquest sentit, el plànol és similar a la recta; existeix una mesura finitament additiva, extensió de la mesura de Lebesgue, que és invariant sota qualsevol isometria. En augmentar la dimensió, es torna pitjor. La paradoxa de Hausdorff i la paradoxa de Banach-Tarski demostren que en prendre una bola tridimensional de radi 1 i dividir-la en 5 parts, en moure-les i rotar-les es poden obtenir dues boles de radi 1. Òbviament aquesta construcció no té significat al món físic. En 1989, A. K. Dewdney va publicar una carta del seu amic Arlo Lipof en la revista Scientific American on descriu una operació subterrània "en un país sud-americà" de duplicar boles d'or usant la paradoxa de Banach-Tarski. Naturalment, era una broma i "Arlo Lipof" és un anagrama de "April Fool".

## Exemple
Considere's S, el conjunt de tots els punts sobre la circumferència unitat, i l'acció sobre S d'un grup G, consistent en totes les rotacions racionals (rotacions en angles que siguen múltiples racionals de π). G és numerable (més específicament, G és isomorf a {\displaystyle \mathbb {Q} /\mathbb {Z} }) mentre que S és no numerable. Per tant, S es divideix en una quantitat no numerable d'òrbites sota G. Usant l'axioma d'elecció, es pot triar un únic punt de cada òrbita, obtenint un subconjunt no numerable {\displaystyle X\subset S} amb la propietat que totes les seves translacions per G són disjuntes d'X i entre si. El conjunt d'aquestes translacions forma una partició de la circumferència en una col·lecció numerable de conjunts disjunts, que són tots congruents dos a dos (per rotacions racionals). El conjunt X serà no mesurable per a qualsevol mesura de probabilitat numerablement additiva i rotacionalment invariant sobre S: si X té mesura zero, la additivitat numerable implicaria que la circumferència completa té mesura zero. Si X té mesura positiva, la additivitat numerable provaria que la circumferència té mesura infinita.

## Definicions consistents de mesura i probabilitat
La paradoxa de Banach-Tarski demostra que no existeix cap forma de definir el volum en tres dimensions tret que es permeta una de les següents concessions:
1. El volum d'un conjunt pot canviar quan es rota.
2. El volum de la unió de dos conjunts disjunts pot ser diferent de la suma dels seus volums.
3. Alguns conjunts es poden etiquetar com "no mesurables", i es necessitaria comprovar si un conjunt és "mesurable" abans de parlar del seu volum.
4. Els axiomes de ZFC (teoria de conjunts de Zermelo-Fraenkel amb l'axioma d'elecció) podrien haver d'alterar-se.

La teoria de mesura estàndard pren la tercera opció. Es defineix una família de conjunts mesurables, que és molt àmplia, i gairebé qualsevol conjunt definit explícitament en la majoria de branques de les matemàtiques estaran en aquesta família. Habitualment és molt senzill provar que un subconjunt específic donat del pla geomètric és mesurable. L'assumpció fonamental és que una successió infinita numerable de conjunts disjunts satisfà la fórmula de sumació, una propietat anomenada additivitat-σ.
El 1970, Solovay va demostrar que l'existència d'un conjunt no mesurable per a la mesura de Lebesgue no es pot provar en el marc de la teoria de conjunts de Zermelo-Fraenkel sense l'axioma d'elecció, demostrant que (assumint la consistència d'un cardinal inaccessible) existeix un model de ZF, anomenat model de Solovay, en el qual es compleix l'elecció numerable, tot conjunt és mesurable Lebesgue i en el qual l'axioma d'elecció complet no es compleix.
L'axioma d'elecció és equivalent a un resultat fonamental de topologia punt-conjunt, el teorema de Tíkhonov, i també a la conjunció de dos resultats fonamentals d'anàlisi funcional, el teorema de Banach-Alaoglu i el teorema de Krein-Milman. També afecta a l'estudi de grups infinits en gran manera, així com en teoria d'anells i d'ordre (vegeu el teorema de l'ideal primer booleà). No obstant això, els axiomes de determinació i elecció dependent junts són suficients per a la majoria de resultats de teoria de la mesura geomètrica, teoria del potencial, sèries de Fourier i transformades de Fourier, encara que faça mesurables Lebesgue tots els subconjunts de la recta real.